# Amanda Benson
Amanda Susanne Benson (Tucson, 9 marzo 1995) è una pallavolista statunitense, libero dell'Athletes Unlimited.

## Biografia
Amanda Benson nasce a Tucson, in Arizona. Figlia di Brett e Cristina Benson, ha due fratelli di nome Nicholas e Ryne. Si diploma allo Xavier College Preparatory nel 2013. In seguito studia psicologia alla University of Oregon.

## Carriera

### Club
Inizia la sua carriera nel 2006, giocando a livello di club con l'Arizona Sky, che lascia in seguito per giocare col Club Red prima e con lo Spiral dopo, oltre che parallelamente a livello scolastico con lo Xavier Prep. Dopo il diploma gioca per la Oregon, partecipando alla NCAA Division I dal 2013 al 2016.
Nella stagione 2017-18 firma il suo primo contratto professionistico nella Ligue A francese, giocando col Vandœuvre Nancy; nella stagione seguente invece si trasferisce in Germania per difendere i colori dello Dresdner, impegnato in 1. Bundesliga.
Per il campionato 2019-20 si accasa nella Lega Nazionale A svizzera con il Neuchâtel, dove gioca per un biennio e si aggiudica una Supercoppa svizzera e uno scudetto. Ritorna in campo nel 2022, disputando la seconda edizione dell'Athletes Unlimited, partecipando poi all'Exhibition Tour e all'edizione 2023.

### Nazionale
Nel 2012 fa parte della nazionale statunitense Under-20 che conquista la medaglia di bronzo al campionato nordamericano di categoria. Nel 2017 esordisce in nazionale maggiore vincendo la medaglia d'oro alla Coppa panamericana, successo bissato anche nel 2018 e seguito da un altro oro alla NORCECA Champions Cup 2019.

## Palmarès

### Club
- Campionato svizzero: 1

2020-21
- Supercoppa svizzera: 1

2019

### Nazionale (competizioni minori)
- Campionato nordamericano Under-20 2012
- Coppa panamericana 2017
- Coppa panamericana 2018
- NORCECA Champions Cup 2019